# Revolución guna
La Revolución guna o Revolución tule se refiere al levantamiento social producido entre febrero y marzo de 1925, donde los indígenas gunas se rebelaron ante las autoridades panameñas, como una respuesta a la occidentalización forzada a las que fueron sometidos. En dicha revolución se proclamó la República de Tule, de corta existencia, y combatieron los policías indígenas contra los policías panameños.
El 4 de marzo de 1925 se firmó un acuerdo de paz entre las autoridades locales y el gobierno panameño, donde se renunció a la independencia a cambio del respeto de las costumbres indígenas y la autonomía de la zona. Finalmente, dicha zona se convertiría en la comarca indígena de Guna Yala.

## Antecedentes
Durante los primeros veinte años de Panamá como país independiente, los gunas tuvieron serias diferencias con los gobiernos nacionales, porque intentaban erradicar su cultura, irrespetaban sus costumbres y a sus autoridades indígenas, aparte querían despojar sus tierras y eran ultrajados por los intendentes y los policías coloniales (un colono para un indígena, es un no indígena).
Este hecho está ligado a un incidente el 20 de abril de 1921, que se escenificó en Narganá y Corazón de Jesús, un movimiento de occidentalización a las mujeres, que consistía en cambiarles de ropa, quitarles el aro de oro puro de la nariz, las planchas de oro de alto quilate, las chaquiras, los güines y los collares de moneda que usaban de adornos. Pero una mujer se escapó de Narganá y huyó a Río Azúcar, de donde provenía. La policía, en represalia, mantuvo encarcelados a sus hijos y a su yerno, quien fue liberado para que la fuera a buscar.
Ese día, en Río Azúcar había un congreso indígena y allí se decidió no dejar ir a la mujer, por lo que el sáhila le envió, en nombre de la comunidad, un mensaje a los policías diciéndoles que no fueran a buscarla. Los policías no hicieron caso al mensaje y enviaron esa misma noche una comisión a Río Azúcar de dos policías coloniales y tres policías indígenas. Al intentar detener a algunos de los parientes varones de la mujer, empezó la batalla y murieron tres moradores del pueblo; dos policías indígenas y los otros fueron heridos ferozmente con machete cuando huían en un cayuco. Los cadáveres de los policías se dejaron en el agua, amarrados a un palo encavado en la arena, hasta que llegaron a recogerlos sus familiares.
El ambiente siguió tenso hasta enero de 1925. Juan Demóstenes Arosemena era el gobernador de la provincia de Colón y sentía preocupación por la información que le había suministrado el intendente de San Blas, Andrés Mojica, sobre un supuesto movimiento independentista entre los indígenas, por lo que se decidió comunicarle al secretario de Relaciones Exteriores, Horacio F. Alfaro, que siguiera de cerca las acciones de los estadounidenses: la misionera Anne Coope y el explorador Richard Oglesby Marsh.
Precisamente Marsh fue el impulsor de la "independencia". A su regreso a Panamá en enero de 1925, encontró un conflicto entre policías e indígenas a punto de estallar, por lo que pidió la intervención de militares estadounidenses de la Zona del Canal, para que ejercieran un protectorado, y redactó la Declaración de independencia y derechos humanos del pueblo de Tule y Darién. Marsh obtuvo el apoyo del embajador estadounidense, quien ayudó a que el gobierno panameño firmara un acuerdo de paz que garantizara los derechos humanos y políticos de los gunas.

## La revolución

La bandera de la Revolución Kuna, adoptada en 1925.

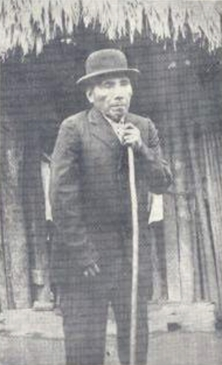
Simral Colman en 1924.

La situación se agravó hasta el 12 de febrero de 1925, en la que se celebró un congreso guna en Ailigandí, en donde se reunieron los principales jefes de 45 aldeas y tribus. Las discusiones duraron 26 días, se decidió proclamar la República de Tule y se fijaron los límites territoriales.
De esta sublevación surgió una bandera, la cual fue confeccionada por Waga Ebinkili (María Colman), nieta del cacique Simral Colman. La misma tenía un diseño rectangular con franjas. El centro era de color amarillo y los bordes de color rojo y con una figura esvástica.
El 21 de febrero, diez días después de la declaración de independencia, en medio de las fiestas de Carnaval se desató la revolución indígena que se prolongó hasta el 27 de febrero, la cual estuvo encabezada por Simral Colman y Nele Kantule. Se cuenta que los sublevados indígenas viajaron en cayucos desde Ailigandí y Cartí con el propósito de atacar los cuarteles de la Policía Nacional en Playón Chico, Río Tigre, Tigantikí, Narganá, Ukapa y otros puntos del archipiélago, y ejecutaron a gran parte del contingente policial. El saldo fue de 27 muertos.
El 4 de marzo, con la presencia del ministro estadounidense John G. South, se firmó el acuerdo de paz con los indígenas y se les prometió un mejor trato respecto a sus costumbres; no imponer el establecimiento de escuelas, y se les aseguraba la misma protección y los mismos derechos de que gozan los demás ciudadanos. Los indígenas, en cambio, se comprometieron a deponer las armas, a retirar la declaración de independencia y a acatar las leyes de Panamá.

## Consecuencias
El 16 de septiembre de 1938, a través de la Ley 2 se creó la comarca indígena de San Blas, luego renombrado a Kuna Yala en 1998 y Guna Yala en 2010. Con la creación de dicha comarca, se comenzó a consolidar la protección de las costumbres y lengua de dicho pueblo.